# 岸和田市立修斉小学校
岸和田市立修斉小学校（きしわだしりつ しゅうさいしょうがっこう）は、大阪府岸和田市にある公立小学校である。2017年（平成29年）現在の児童数は222名である。

## 沿革
- 1883年（明治16年） - 修斉小学校創立。